# Neomenia monolabrosa
Neomenia monolabrosa is een Solenogastressoort uit de familie van de Neomeniidae. De wetenschappelijke naam van de soort is voor het eerst geldig gepubliceerd in 2006 door Salvini-Plawen.